# Cascade-Chipita Park
Cascade-Chipita Park és una concentració de població designada pel cens dels Estats Units a l'estat de Colorado. Segons el cens del 2000 tenia 1.709 habitants.

## Demografia
Segons el cens del 2000, Cascade-Chipita Park tenia 1.709 habitants, 713 habitatges, i 479 famílies. La densitat de població era de 49 habitants per km².
Dels 713 habitatges en un 28,3% hi vivien nens de menys de 18 anys, en un 56,8% hi vivien parelles casades, en un 7% dones solteres, i en un 32,8% no eren unitats familiars. En el 25,8% dels habitatges hi vivien persones soles el 6,7% de les quals corresponia a persones de 65 anys o més que vivien soles. El nombre mitjà de persones vivint en cada habitatge era de 2,33 i el nombre mitjà de persones que vivien en cada família era de 2,78.
Per edats la població es repartia de la següent manera: un 24,4% tenia menys de 18 anys, un 3,9% entre 18 i 24, un 27,7% entre 25 i 44, un 32,5% de 45 a 60 i un 11,6% 65 anys o més.
L'edat mediana era de 42 anys. Per cada 100 dones de 18 o més anys hi havia 100,3 homes.
La renda mediana per habitatge era de 48.719 $ i la renda mediana per família de 58.393 $. Els homes tenien una renda mediana de 35.034 $ mentre que les dones 30.647 $. La renda per capita de la població era de 25.073 $. Entorn de l'1,2% de les famílies i el 3,8% de la població estaven per davall del llindar de pobresa.

## Poblacions més properes
El següent diagrama mostra les poblacions més properes.